# Блервил (Вогези)
Блервил (фр. Bleurville) насеље је и општина у североисточној Француској у региону Лорена, у департману Вогези која припада префектури Епинал.
По подацима из 2011. године у општини је живело 349 становника, а густина насељености је износила 17,23 становника/km². Општина се простире на површини од 20,25 km². Налази се на средњој надморској висини од | метара (максималној 383 m, а минималној 248 m).

## Демографија
| 1962. | 1968. | 1975. | 1982. | 1990. | 1999. | 2011. |
| ----- | ----- | ----- | ----- | ----- | ----- | ----- |
| 508   | 473   | 453   | 445   | 396   | 359   | 349   |

График промене броја становника у току последњих година